# Indijanci Sjeveroistočnih šuma
Indijanci Sjeveroistočnih šuma, prekontaktno kulturno područje na sjeveroistoku sjeverne Amerike što se prostiralo uz obalu od ušća rijeke St. Lawrencea, na jug do Pamlico Sounda. Na sjeveru je graničilo u južnoj Kanadi sa subarktičkim područjem, na zapadu, približno oko gornjeg toka Mississippija s prerijama, i na jugu s jugoistočnim kulturnim područjem, nešto sjevernije od rijeke Ohio, uključujući Velika jezera.
Plemena u ovom kraju živjela su u velikim šumama u kućama građenim od drveta (wigwami), čija su sela obično zaštićena palisadama. Bavili su se obradom tla (kukuruz, grah i tikve; poznatije kao  'tri sestre' ), lovom na medvjeda, jelena i losa i drugu divljač zbog hrane i krzna, od kojeg se izrađivala odjeća. Značajan je bio i ribolov na rijekama, jezerima i moru.
Kao obrađivači tla sjeveroistočni Indijanci su prakticirali da polja za sadnju pripremaju muškarci, dok su žene učestvovale u sadnji i žetvi.
Najznačajnija plemena ovog područja bila su Chippewa ili Ojibwa, Ottawa, Potawatomi, Menominee, Winnebago, Huron, Sac, Fox, Kickapoo, Wenrohronon, Nipissing, Iroquois, Erie, Duhanski i Neutralni narod u krajevima oko Velikih jezera, južnije od Velikih jezera to su bili Miami, Illinois, Kaskaskia, Shawnee, Moneton, Susquehanna; Algonquin u južnoj Kanadi; Uz atlantsku obalu i zaleđu (od sjevera prema jugu): Micmac, Maliseet, Passamaquoddy, Penobscot, Abenaki, Pennacook, Massachuset, Mahican, Pocomtuc, Nipmuc, Nauset, Wampanoag, Narragansett, Niantic, Pequot, Mohegan, Wappinger, Metoac, Delaware, Conoy, Nanticoke, Powhatan, Pamlico, Secotan, Tuscarora